# Чемпионат Южной Америки по волейболу среди женщин 2009
28-й чемпионат Южной Америки по волейболу среди женщин прошёл с 30 сентября по 4 октября 2009 года в Порту-Алегри (Бразилия) с участием 8 национальных сборных команд. Чемпионский титул в 16-й раз в своей истории и в 8-й раз подряд выиграла сборная Бразилии.

## Команды-участницы
Аргентина, Бразилия, Венесуэла, Колумбия, Парагвай, Перу, Уругвай, Чили.

## Система проведения чемпионата
8 команд-участниц на предварительном этапе разбиты на две группы. По две лучшие команды из групп выходят в полуфинал плей-офф и по системе с выбыванием определяют призёров первенства. Итоговые 5—6-е и 7—8-е места разыгрывают команды, занявшие в группах соответственно 3-и и 4-е места.

## Предварительный этап

### Группа А
| М | Команда   | 1   | 2   | 3   | 4   | И | В | П | С/П | О |
| - | --------- | --- | --- | --- | --- | - | - | - | --- | - |
| 1 | Бразилия  |     | 3:0 | 3:0 | 3:0 | 3 | 3 | 0 | 9:0 | 6 |
| 2 | Аргентина | 0:3 |     | 3:0 | 3:0 | 3 | 2 | 1 | 6:3 | 5 |
| 3 | Уругвай   | 0:3 | 0:3 |     | 3:1 | 3 | 1 | 2 | 3:7 | 4 |
| 4 | Парагвай  | 0:3 | 0:3 | 1:3 |     | 3 | 0 | 3 | 1:9 | 3 |

30 сентября: Аргентина — Уругвай 3:0 (25:15, 25:17, 25:10); Бразилия — Парагвай 3:0 (25:10, 25:5, 25:10).
1 октября: Аргентина — Парагвай 3:0 (25:9, 25:14, 25:2); Бразилия — Уругвай 3:0 (25:7, 25:14, 25:17).
2 октября: Уругвай — Парагвай 3:1 (21:25, 25:11, 25:12, 25:15); Бразилия — Аргентина 3:0 (25:15, 25:15, 25:23).

### Группа В
| М | Команда   | 1   | 2   | 3   | 4   | И | В | П | С/П | О |
| - | --------- | --- | --- | --- | --- | - | - | - | --- | - |
| 1 | Перу      |     | 3:1 | 3:0 | 3:0 | 3 | 3 | 0 | 9:1 | 6 |
| 2 | Колумбия  | 1:3 |     | 3:1 | 3:0 | 3 | 2 | 1 | 7:4 | 5 |
| 3 | Венесуэла | 0:3 | 1:3 |     | 3:0 | 3 | 1 | 2 | 4:6 | 4 |
| 4 | Чили      | 0:3 | 0:3 | 0:3 |     | 3 | 0 | 3 | 0:9 | 3 |

30 сентября: Колумбия — Венесуэла 3:1 (25:10, 27:29, 25:23, 25:23); Перу — Чили 3:0 (25:16, 25:13, 25:18).
1 октября: Венесуэла — Чили 3:0 (25:19, 25:13, 30:28); Перу — Колумбия 3:1 (21:25, 25:20, 25:20, 25:13).
2 октября: Колумбия — Чили 3:0 (25:19, 25:9, 25:15); Перу — Венесуэла 3:0 (25:11, 25:19, 25:14).

## Матч за 7-е место
3 октября
Чили — Парагвай 3:0 (25:19, 25:15, 25:22).

## Матч за 5-е место
3 октября
Уругвай — Венесуэла 3:2 (24:26, 27:29, 25:16, 34:32, 15:8).

## Плей-офф

### Полуфинал
3 октября
Бразилия — Колумбия 3:0 (25:16, 25:14, 25:6)
Аргентина — Перу 3:1 (17:25, 25:23, 25:19, 25:21)

### Матч за 3-е место
4 октября
Перу — Колумбия 3:1 (25:11, 25:21, 21:25, 25:14)

### Финал
4 октября
Бразилия — Аргентина 3:0 (25:16, 25:16, 25:22)

## Итоги

### Положение команд
| 1. Бразилия  |
| 2. Аргентина |
| 3. Перу      |
| 4. Колумбия  |
| 5. Уругвай   |
| 6. Венесуэла |
| 7. Чили      |
| 8. Парагвай  |

### Призёры
Бразилия: Дани Линс, Шейла Кастро, Карол Гаттас, Аденизия Силва, Мари (Марианне Штейнбрехер), Наталия Перейра, Фаби (Фабиана Алвин ди Оливейра), Паула Пекено, Жосинья (Жойс да Силва), Сасса (Велисса Гонзага), Ана Тьеми Такагуи, Камила Брайт. Главный тренер — Жозе Роберто Гимарайнс.
  Аргентина: Ямила Низетич, Летисия Боскаччи, Георгина Финедо, Камила Жерсонски, Флоренсия Бускетс, Яэль Кастильоне, Марианела Робинет, Татьяна Риццо, Эмилия Соса, Люсия Фреско, Даниэла Гильденбергер, Антонела Куратола. Главный тренер — Хорасио Бастит.
  Перу: Паола Гарсия, Диана Сото, Хесения Уседа, Лейла Чихуан, Елена Кельдибекова, Карла Ортис, Ванесса Паласиос, Клариветти Ильескас, Карла Руэда, Зойла Ла Роса, Анхелика Акино. Главный тренер — Ким Чоль Ён.

### Индивидуальные призы
MVP:  Фаби
Лучшая нападающая:  Лейла Чихуан
Лучшая блокирующая:  Карол Гаттас
Лучшая на подаче:  Яэль Кастильоне
Лучшая в защите:  Марианела Робинет
Лучшая связующая:  Дани Линс
Лучшая на приёме:  Фаби
Лучшая либеро:  Марианела Робинет
Самая результативная:  Лейла Чихуан